# Romano Artioli
Romano Artioli (Moglia, 5 dicembre 1932) è un imprenditore italiano, ex-proprietario delle case automobilistiche Bugatti e Lotus.

## Biografia

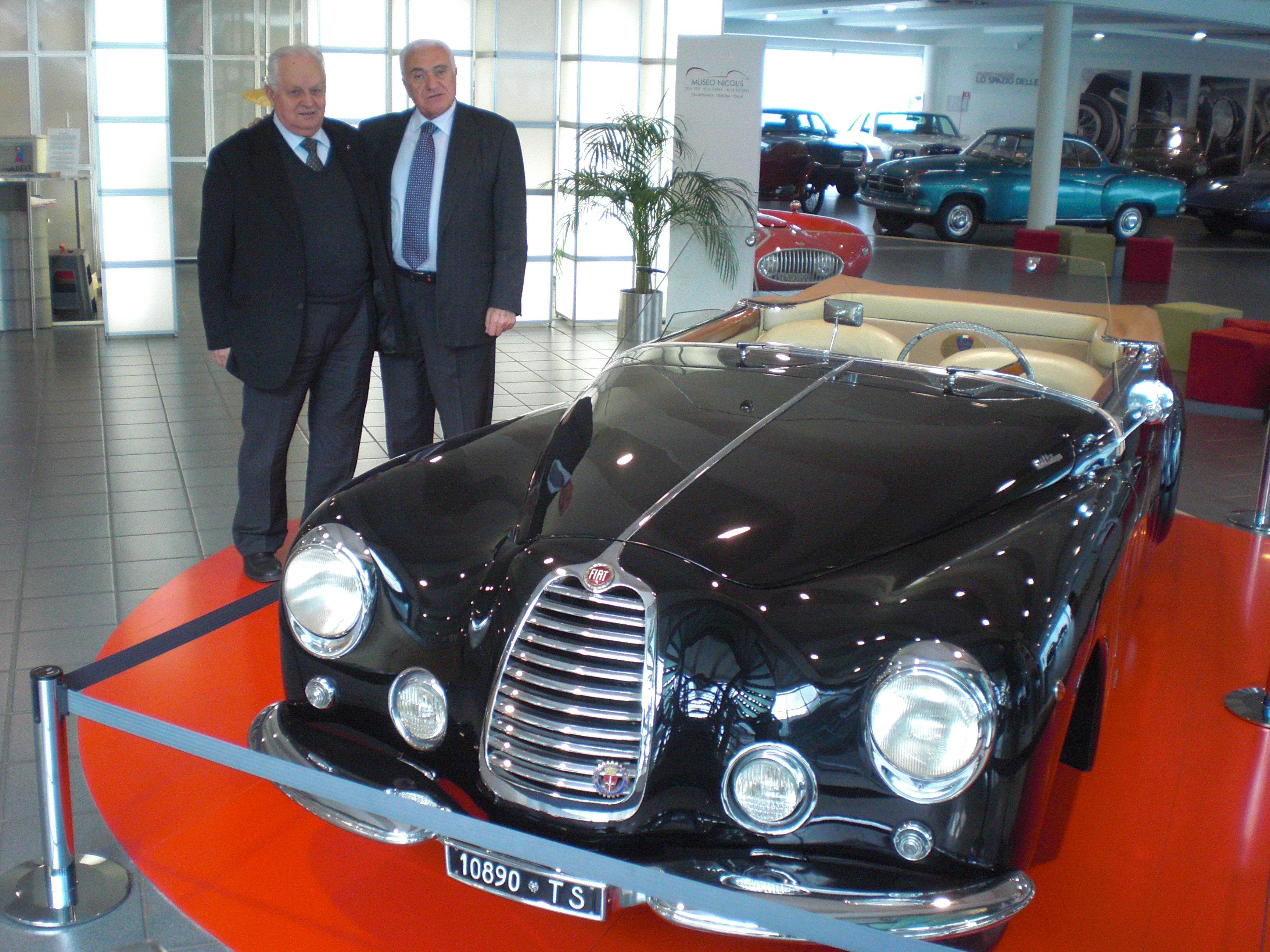
Romano Artioli, a destra in visita al Museo Nicolis

Nasce in Provincia di Mantova ma cresce a Bolzano, dove negli anni ottanta gestisce il più grande concessionario di Ferrari del mondo, estendendo il proprio mercato nel nord e sud della Germania.
Entra anche nel business dell'importazione delle auto giapponesi, attraverso la sua azienda Autexpò che nel 1982 diviene la prima azienda importatrice di Suzuki in Italia.
Grande appassionato di autovetture Bugatti, si unisce al duo Ferruccio Lamborghini e Paolo Stanzani per realizzare una nuova realtà automobilistica. Grazie alla loro credibilità, e al progetto industriale di Paolo Stanzani, ottiene la cessione del marchio Bugatti controllato dal governo francese. Crea l'azienda Bugatti International, col presidente Jan-Krister Breitfeld, una holding e compra il marchio Bugatti nel 1987.
Nel 1987 la Bugatti International e Paolo Stanzani fondano la Bugatti Automobili S.p.A. Artioli fino al 1990 non assume ruoli in azienda, mentre Stanzani è amministratore unico e direttore tecnico fino al 1990. Nel 1990 Artioli diviene Presidente di Bugatti Automobili S.p.A. e comincia ad occuparsi dell'azienda. Insanabili contrasti sulla gestione aziendale portano il socio di minoranza Stanzani ad abbandonare la fabbrica, quando i primi prototipi della Bugatti EB110 sono quasi ultimati.
Nel 1993, sua moglie Renata Kettmeir fondò l'azienda di lusso Ettore Bugatti, che usava il logo Bugatti EB, ma il loro rapporto si concluse nel settembre 1995 con la bancarotta, e l'azienda fu conseguentemente rilevata dalla Volkswagen nell'aprile 1998.
Artioli comprò la Lotus dalla General Motors nell'agosto 1993 e operò come amministratore delegato fino al 1996, quando lasciò la guida per rimanere come direttore dei progetti speciali fino al 1998. La maggioranza delle azioni della Lotus furono vendute alla Proton nel 1996 per ripianare le perdite legate all'insolvenza della Bugatti, azienda nella quale Artioli stipendiò i 220 dipendenti sino all'ultimo mese di lavoro.

## Curiosità
- Sua figlia Elena Artioli (nata nel 1970) è un politico del Südtiroler Volkspartei, della Lega Nord Sud Tirolo e del Partito Democratico.
- Il modello d'auto Lotus Elise prende il nome dalla nipote di Romano Artioli, Elisa Artioli[6].

## Opere
Bugatti & Lotus thriller. La costruzione di un sogno - Cairo Editore, giugno 2019. ISBN 88-3090-017-6